# Heterostylum helvolum
Heterostylum helvolum är en tvåvingeart som beskrevs av Hall och Neal L. Evenhuis 1981. Heterostylum helvolum ingår i släktet Heterostylum och familjen svävflugor. Inga underarter finns listade i Catalogue of Life.